# 天童寺
天童寺（てんどうじ）は、「天童禅寺」とも呼ばれ、「東南佛国」とも称される、著名な禅宗の寺院である。禅宗五山の第二に列されている。浙江省寧波市鄞州区にあり、太白山の麓に位置し、山に依り、水に臨む、勝景の地にある。天童寺と日本の仏教の関係は深く、日本の曹洞宗の開祖・道元が学んだ寺である。
1983年、国務院は、漢族地区仏教全国重点地域に指定している。
2006年には、国家重要文物保護単位となった。

## 歴史
天童寺は、西晋の永康元年（300年）に創建された。遊行僧の義興が建てたと言われている。
東晋の隆安3年（399年）、孫恩の乱により焼失した。
唐朝の初年、現在の位置に移った。
乾元2年（759年）、粛宗から「天童玲瓏寺」の名を賜った。
咸通10年（869年）、懿宗から「天寿寺」の名を賜った。
北宋の景徳4年（1007年）、真宗から「天童景徳禅寺」の額を賜った。
南宋の建炎3年（1129年）、正覚禅師が住職になった。
紹興4年（1134年）、東南の第一大殿を増築した。
淳熙5年（1178年）、孝宗から「太白名山」の四字を賜った。
嘉定年間、天童寺は、「禅院五山十刹」の第三山に列せられた。
宝慶元年（1225年）、曹洞宗第十三祖の如浄禅師が住職になった。ちょうど、日本から道元が来朝しており、天童寺で修行していた。帰国後、日本で曹洞宗を開いた。
明の太祖は天下名寺を冊封し、天童禅寺を天下禅宗五山の第二山に列した。
万暦15年（1587年）7月21日、大雨と洪水によりことごとく破壊され、礎石や瓦礫すら残らない有様であった。
清の雍正帝から、「慈雲密布」の扁額を賜った。

## 文化
北宋の慶暦7年（1047年）11月、王安石は、「遊天童寺」の詩を作った。
村村桑拓緑浮空、

春日鶯啼谷口風。
二十里松行欲盡、
青山捧出梵王宮。